# Đội tuyển bóng đá quốc gia Na Uy
Đội tuyển bóng đá quốc gia Na Uy là đội tuyển bóng đá đại diện cho Na Uy trong bóng đá quốc tế nam, và được kiểm soát bởi Liên đoàn bóng đá Na Uy, cơ quan quản lý bóng đá tại Na Uy. Sân nhà của Na Uy là Sân vận động Ullevaal ở Oslo cùng với huấn luyện viên trưởng là Ståle Solbakken. Na Uy đã tham gia ba kì FIFA World Cup vào những năm (1938, 1994, 1998), và một lần tham dự Giải vô địch bóng đá châu Âu vào năm (2000).
Na Uy là một trong bốn đội tuyển quốc gia duy nhất có thành tích bất bại trước Brazil, và là đội duy nhất cùng với Senegal chưa từng thua trước họ, với hai trận thắng và hai trận hòa trong ba trận giao hữu (vào các năm 1988, 1997 và 2006) và một Trận đấu vòng bảng Giải vô địch bóng đá thế giới 1998.
Kể từ lần tham dự Euro 2000, đội tuyển quốc gia đã bị loại ở 12 vòng loại liên tiếp để tham dự một giải đấu quốc tế lớn (UEFA Euro và FIFA World Cup) tính đến tháng 2 năm 2027.

## Hình ảnh đội tuyển

### Huy hiệu

Huy hiệu gốc của đội tuyển quốc gia Na Uy

Na Uy đã sử dụng quốc kỳ trên một vòng tròn màu trắng làm huy hiệu của họ từ những năm 1920 trở đi. Vào tháng 5 năm 2008, NFF đã công bố một huy hiệu mới, một con rồng theo phong cách Viking quấn quanh logo của NFF. Sau áp lực lớn từ công chúng, huy hiệu đã bị loại bỏ. Trong khoảng thời gian từ những năm 1980 đến những năm 1990, Na Uy đã sử dụng logo NFF ở ngực áo đối diện cùng với quốc kỳ trên một vòng tròn màu trắng. Vào ngày 12 tháng 12 năm 2014, một huy hiệu mới đã được giới thiệu. Huy hiệu chủ yếu có hình quốc kỳ, ngoài ra, có hai con sư tử lấy từ Quốc huy của Na Uy ở trên cùng. Hai con sư tử đối mặt với nhau trong khi cầm một mô hình thu nhỏ màu xanh của logo NFF, và giữa hai con sư tử và phía trên logo NFF, có dòng chữ "NORGE" (Na Uy) bằng chữ màu xanh.

### Nhà tài trợ áo đấu
Từ năm 1996 đến năm 2014, trang phục của Na Uy được cung cấp bởi Umbro. Họ đã tiếp quản Adidas, đơn vị cung cấp trang phục cho Na Uy từ năm 1992 đến năm 1996.
Vào ngày 10 tháng 9 năm 2014, NFF và Nike đã công bố một quan hệ đối tác mới, theo đó nhà cung cấp đồ thể thao này sẽ trở thành nhà cung cấp trang phục chính thức cho đội tuyển Na Uy kể từ ngày 1 tháng 1 năm 2015.
| Nhà tài trợ áo đấu | Chu kì    |
| ------------------ | --------- |
| Le Coq Sportif     | 1976–1980 |
| Hummel             | 1981–1991 |
| Adidas             | 1992–1996 |
| Umbro              | 1996–2014 |
| Nike               | 2015–     |

## Danh hiệu
- Bóng đá nam tại Olympic:

 1936

## Giải đấu
| 1930    | Không tham dự            | Không tham dự            | Không tham dự            | Không tham dự            | Không tham dự            | Không tham dự            | Không tham dự            | Không tham dự            | –   | –  | –  | –  | –   | –   |
| 1934    | Không tham dự            | Không tham dự            | Không tham dự            | Không tham dự            | Không tham dự            | Không tham dự            | Không tham dự            | Không tham dự            | –   | –  | –  | –  | –   | –   |
| 1938    | Vòng 1                   | 12                       | 1                        | 0                        | 0                        | 1                        | 1                        | 2                        | 2   | 1  | 1  | 0  | 6   | 5   |
| 1950    | Không tham dự            | Không tham dự            | Không tham dự            | Không tham dự            | Không tham dự            | Không tham dự            | Không tham dự            | Không tham dự            | –   | –  | –  | –  | –   | –   |
| 1954    | Không vượt qua vòng loại | Không vượt qua vòng loại | Không vượt qua vòng loại | Không vượt qua vòng loại | Không vượt qua vòng loại | Không vượt qua vòng loại | Không vượt qua vòng loại | Không vượt qua vòng loại | 4   | 0  | 2  | 2  | 4   | 9   |
| 1958    | Không vượt qua vòng loại | Không vượt qua vòng loại | Không vượt qua vòng loại | Không vượt qua vòng loại | Không vượt qua vòng loại | Không vượt qua vòng loại | Không vượt qua vòng loại | Không vượt qua vòng loại | 4   | 1  | 0  | 3  | 3   | 15  |
| 1962    | Không vượt qua vòng loại | Không vượt qua vòng loại | Không vượt qua vòng loại | Không vượt qua vòng loại | Không vượt qua vòng loại | Không vượt qua vòng loại | Không vượt qua vòng loại | Không vượt qua vòng loại | 4   | 0  | 0  | 4  | 3   | 11  |
| 1966    | Không vượt qua vòng loại | Không vượt qua vòng loại | Không vượt qua vòng loại | Không vượt qua vòng loại | Không vượt qua vòng loại | Không vượt qua vòng loại | Không vượt qua vòng loại | Không vượt qua vòng loại | 6   | 3  | 1  | 2  | 10  | 5   |
| 1970    | Không vượt qua vòng loại | Không vượt qua vòng loại | Không vượt qua vòng loại | Không vượt qua vòng loại | Không vượt qua vòng loại | Không vượt qua vòng loại | Không vượt qua vòng loại | Không vượt qua vòng loại | 4   | 1  | 0  | 3  | 4   | 19  |
| 1974    | Không vượt qua vòng loại | Không vượt qua vòng loại | Không vượt qua vòng loại | Không vượt qua vòng loại | Không vượt qua vòng loại | Không vượt qua vòng loại | Không vượt qua vòng loại | Không vượt qua vòng loại | 6   | 2  | 0  | 4  | 9   | 16  |
| 1978    | Không vượt qua vòng loại | Không vượt qua vòng loại | Không vượt qua vòng loại | Không vượt qua vòng loại | Không vượt qua vòng loại | Không vượt qua vòng loại | Không vượt qua vòng loại | Không vượt qua vòng loại | 4   | 2  | 0  | 2  | 3   | 4   |
| 1982    | Không vượt qua vòng loại | Không vượt qua vòng loại | Không vượt qua vòng loại | Không vượt qua vòng loại | Không vượt qua vòng loại | Không vượt qua vòng loại | Không vượt qua vòng loại | Không vượt qua vòng loại | 8   | 2  | 2  | 4  | 8   | 15  |
| 1986    | Không vượt qua vòng loại | Không vượt qua vòng loại | Không vượt qua vòng loại | Không vượt qua vòng loại | Không vượt qua vòng loại | Không vượt qua vòng loại | Không vượt qua vòng loại | Không vượt qua vòng loại | 8   | 1  | 3  | 4  | 4   | 10  |
| 1990    | Không vượt qua vòng loại | Không vượt qua vòng loại | Không vượt qua vòng loại | Không vượt qua vòng loại | Không vượt qua vòng loại | Không vượt qua vòng loại | Không vượt qua vòng loại | Không vượt qua vòng loại | 8   | 2  | 2  | 4  | 10  | 9   |
| 1994    | Vòng 1                   | 17                       | 3                        | 1                        | 1                        | 1                        | 1                        | 1                        | 10  | 7  | 2  | 1  | 25  | 5   |
| 1998    | Vòng 2                   | 15                       | 4                        | 1                        | 2                        | 1                        | 5                        | 5                        | 8   | 6  | 2  | 0  | 21  | 2   |
| 2002    | Không vượt qua vòng loại | Không vượt qua vòng loại | Không vượt qua vòng loại | Không vượt qua vòng loại | Không vượt qua vòng loại | Không vượt qua vòng loại | Không vượt qua vòng loại | Không vượt qua vòng loại | 10  | 2  | 4  | 4  | 12  | 14  |
| 2006    | Không vượt qua vòng loại | Không vượt qua vòng loại | Không vượt qua vòng loại | Không vượt qua vòng loại | Không vượt qua vòng loại | Không vượt qua vòng loại | Không vượt qua vòng loại | Không vượt qua vòng loại | 12  | 5  | 3  | 4  | 12  | 9   |
| 2010    | Không vượt qua vòng loại | Không vượt qua vòng loại | Không vượt qua vòng loại | Không vượt qua vòng loại | Không vượt qua vòng loại | Không vượt qua vòng loại | Không vượt qua vòng loại | Không vượt qua vòng loại | 8   | 2  | 4  | 2  | 9   | 7   |
| 2014    | Không vượt qua vòng loại | Không vượt qua vòng loại | Không vượt qua vòng loại | Không vượt qua vòng loại | Không vượt qua vòng loại | Không vượt qua vòng loại | Không vượt qua vòng loại | Không vượt qua vòng loại | 10  | 3  | 3  | 4  | 10  | 13  |
| 2018    | Không vượt qua vòng loại | Không vượt qua vòng loại | Không vượt qua vòng loại | Không vượt qua vòng loại | Không vượt qua vòng loại | Không vượt qua vòng loại | Không vượt qua vòng loại | Không vượt qua vòng loại | 10  | 4  | 1  | 5  | 17  | 16  |
| 2022    | Không vượt qua vòng loại | Không vượt qua vòng loại | Không vượt qua vòng loại | Không vượt qua vòng loại | Không vượt qua vòng loại | Không vượt qua vòng loại | Không vượt qua vòng loại | Không vượt qua vòng loại | 10  | 5  | 3  | 2  | 15  | 8   |
| 2026    | Chưa xác định            | Chưa xác định            | Chưa xác định            | Chưa xác định            | Chưa xác định            | Chưa xác định            | Chưa xác định            | Chưa xác định            |     |    |    |    |     |     |
| 2030    | Chưa xác định            | Chưa xác định            | Chưa xác định            | Chưa xác định            | Chưa xác định            | Chưa xác định            | Chưa xác định            | Chưa xác định            |     |    |    |    |     |     |
| 2034    | Chưa xác định            | Chưa xác định            | Chưa xác định            | Chưa xác định            | Chưa xác định            | Chưa xác định            | Chưa xác định            | Chưa xác định            |     |    |    |    |     |     |
| Tổng số | Vòng 16 đội              | 3/22                     | 8                        | 2                        | 3                        | 3                        | 7                        | 8                        | 136 | 49 | 33 | 54 | 185 | 192 |

| 1960    | Không vượt qua vòng loại | Không vượt qua vòng loại | Không vượt qua vòng loại | Không vượt qua vòng loại | Không vượt qua vòng loại | Không vượt qua vòng loại | Không vượt qua vòng loại | 2   | 0  | 0  | 2  | 2   | 6   |
| 1964    | Không vượt qua vòng loại | Không vượt qua vòng loại | Không vượt qua vòng loại | Không vượt qua vòng loại | Không vượt qua vòng loại | Không vượt qua vòng loại | Không vượt qua vòng loại | 2   | 0  | 1  | 1  | 1   | 3   |
| 1968    | Không vượt qua vòng loại | Không vượt qua vòng loại | Không vượt qua vòng loại | Không vượt qua vòng loại | Không vượt qua vòng loại | Không vượt qua vòng loại | Không vượt qua vòng loại | 6   | 1  | 1  | 4  | 9   | 14  |
| 1972    | Không vượt qua vòng loại | Không vượt qua vòng loại | Không vượt qua vòng loại | Không vượt qua vòng loại | Không vượt qua vòng loại | Không vượt qua vòng loại | Không vượt qua vòng loại | 6   | 0  | 1  | 5  | 5   | 18  |
| 1976    | Không vượt qua vòng loại | Không vượt qua vòng loại | Không vượt qua vòng loại | Không vượt qua vòng loại | Không vượt qua vòng loại | Không vượt qua vòng loại | Không vượt qua vòng loại | 6   | 1  | 0  | 5  | 5   | 15  |
| 1980    | Không vượt qua vòng loại | Không vượt qua vòng loại | Không vượt qua vòng loại | Không vượt qua vòng loại | Không vượt qua vòng loại | Không vượt qua vòng loại | Không vượt qua vòng loại | 8   | 0  | 1  | 7  | 5   | 20  |
| 1984    | Không vượt qua vòng loại | Không vượt qua vòng loại | Không vượt qua vòng loại | Không vượt qua vòng loại | Không vượt qua vòng loại | Không vượt qua vòng loại | Không vượt qua vòng loại | 6   | 1  | 2  | 3  | 7   | 8   |
| 1988    | Không vượt qua vòng loại | Không vượt qua vòng loại | Không vượt qua vòng loại | Không vượt qua vòng loại | Không vượt qua vòng loại | Không vượt qua vòng loại | Không vượt qua vòng loại | 8   | 1  | 2  | 5  | 5   | 12  |
| 1992    | Không vượt qua vòng loại | Không vượt qua vòng loại | Không vượt qua vòng loại | Không vượt qua vòng loại | Không vượt qua vòng loại | Không vượt qua vòng loại | Không vượt qua vòng loại | 8   | 3  | 3  | 2  | 9   | 5   |
| 1996    | Không vượt qua vòng loại | Không vượt qua vòng loại | Không vượt qua vòng loại | Không vượt qua vòng loại | Không vượt qua vòng loại | Không vượt qua vòng loại | Không vượt qua vòng loại | 10  | 6  | 2  | 2  | 17  | 7   |
| 2000    | Vòng 1                   | 3                        | 1                        | 1                        | 1                        | 1                        | 1                        | 10  | 8  | 1  | 1  | 21  | 9   |
| 2004    | Không vượt qua vòng loại | Không vượt qua vòng loại | Không vượt qua vòng loại | Không vượt qua vòng loại | Không vượt qua vòng loại | Không vượt qua vòng loại | Không vượt qua vòng loại | 10  | 4  | 2  | 4  | 10  | 10  |
| 2008    | Không vượt qua vòng loại | Không vượt qua vòng loại | Không vượt qua vòng loại | Không vượt qua vòng loại | Không vượt qua vòng loại | Không vượt qua vòng loại | Không vượt qua vòng loại | 12  | 7  | 2  | 3  | 27  | 11  |
| 2012    | Không vượt qua vòng loại | Không vượt qua vòng loại | Không vượt qua vòng loại | Không vượt qua vòng loại | Không vượt qua vòng loại | Không vượt qua vòng loại | Không vượt qua vòng loại | 8   | 5  | 1  | 2  | 10  | 7   |
| 2016    | Không vượt qua vòng loại | Không vượt qua vòng loại | Không vượt qua vòng loại | Không vượt qua vòng loại | Không vượt qua vòng loại | Không vượt qua vòng loại | Không vượt qua vòng loại | 12  | 6  | 1  | 5  | 14  | 13  |
| 2020    | Không vượt qua vòng loại | Không vượt qua vòng loại | Không vượt qua vòng loại | Không vượt qua vòng loại | Không vượt qua vòng loại | Không vượt qua vòng loại | Không vượt qua vòng loại | 11  | 4  | 5  | 2  | 20  | 12  |
| 2024    | Không vượt qua vòng loại | Không vượt qua vòng loại | Không vượt qua vòng loại | Không vượt qua vòng loại | Không vượt qua vòng loại | Không vượt qua vòng loại | Không vượt qua vòng loại | 8   | 3  | 2  | 3  | 14  | 12  |
| 2028    | Chưa xác định            | Chưa xác định            | Chưa xác định            | Chưa xác định            | Chưa xác định            | Chưa xác định            | Chưa xác định            |     |    |    |    |     |     |
| 2032    | Chưa xác định            | Chưa xác định            | Chưa xác định            | Chưa xác định            | Chưa xác định            | Chưa xác định            | Chưa xác định            |     |    |    |    |     |     |
| Tổng số | Vòng bảng                | 3                        | 1                        | 1                        | 1                        | 1                        | 1                        | 133 | 50 | 27 | 56 | 181 | 182 |

### UEFA Nations League
| 2018–19   | C         | 3         | 6             | 4             | 1             | 1             | 7             | 2             | Rise              | 26th          |               |               |
| 2020–21   | B         | 1         | 6             | 3             | 1             | 2             | 12            | 7             | Giữ nguyên vị trí | 22nd          |               |               |
| 2022–23   | B         | 4         | 6             | 3             | 1             | 2             | 7             | 7             | Giữ nguyên vị trí | 24nd          |               |               |
| 2024–25   | B         | 3         | 6             | 4             | 1             | 1             | 15            | 7             | Rise              | 17th          |               |               |
| 2026–27   | A         | TBD       | Chưa xác định | Chưa xác định | Chưa xác định | Chưa xác định | Chưa xác định | Chưa xác định | Chưa xác định     | Chưa xác định | Chưa xác định | Chưa xác định |
| Tổng cộng | Tổng cộng | Tổng cộng | 18            | 10            | 3             | 5             | 26            | 16            | 22nd              | 22nd          |               |               |

### Thế vận hội
- (Nội dung thi đấu dành cho cấp đội tuyển quốc gia cho đến kỳ Đại hội năm 1988)

| Năm     | Kết quả                  | ST                       | T                        | H                        | B                        | BT                       | BB                       |
| ------- | ------------------------ | ------------------------ | ------------------------ | ------------------------ | ------------------------ | ------------------------ | ------------------------ |
| 1900    | Không vượt qua vòng loại | Không vượt qua vòng loại | Không vượt qua vòng loại | Không vượt qua vòng loại | Không vượt qua vòng loại | Không vượt qua vòng loại | Không vượt qua vòng loại |
| 1904    | Không vượt qua vòng loại | Không vượt qua vòng loại | Không vượt qua vòng loại | Không vượt qua vòng loại | Không vượt qua vòng loại | Không vượt qua vòng loại | Không vượt qua vòng loại |
| 1908    | Không vượt qua vòng loại | Không vượt qua vòng loại | Không vượt qua vòng loại | Không vượt qua vòng loại | Không vượt qua vòng loại | Không vượt qua vòng loại | Không vượt qua vòng loại |
| 1912    | Tứ kết                   | 1                        | 0                        | 0                        | 1                        | 0                        | 7                        |
| 1920    | Tứ kết                   | 2                        | 1                        | 0                        | 1                        | 4                        | 4                        |
| 1924    | Không vượt qua vòng loại | Không vượt qua vòng loại | Không vượt qua vòng loại | Không vượt qua vòng loại | Không vượt qua vòng loại | Không vượt qua vòng loại | Không vượt qua vòng loại |
| 1928    | Không vượt qua vòng loại | Không vượt qua vòng loại | Không vượt qua vòng loại | Không vượt qua vòng loại | Không vượt qua vòng loại | Không vượt qua vòng loại | Không vượt qua vòng loại |
| 1936    | Huy chương đồng          | 4                        | 3                        | 0                        | 1                        | 10                       | 4                        |
| 1948    | Không vượt qua vòng loại | Không vượt qua vòng loại | Không vượt qua vòng loại | Không vượt qua vòng loại | Không vượt qua vòng loại | Không vượt qua vòng loại | Không vượt qua vòng loại |
| 1952    | Vòng 1                   | 1                        | 0                        | 0                        | 1                        | 1                        | 4                        |
| 1956    | Không vượt qua vòng loại | Không vượt qua vòng loại | Không vượt qua vòng loại | Không vượt qua vòng loại | Không vượt qua vòng loại | Không vượt qua vòng loại | Không vượt qua vòng loại |
| 1960    | Không vượt qua vòng loại | Không vượt qua vòng loại | Không vượt qua vòng loại | Không vượt qua vòng loại | Không vượt qua vòng loại | Không vượt qua vòng loại | Không vượt qua vòng loại |
| 1964    | Không vượt qua vòng loại | Không vượt qua vòng loại | Không vượt qua vòng loại | Không vượt qua vòng loại | Không vượt qua vòng loại | Không vượt qua vòng loại | Không vượt qua vòng loại |
| 1968    | Không vượt qua vòng loại | Không vượt qua vòng loại | Không vượt qua vòng loại | Không vượt qua vòng loại | Không vượt qua vòng loại | Không vượt qua vòng loại | Không vượt qua vòng loại |
| 1972    | Không vượt qua vòng loại | Không vượt qua vòng loại | Không vượt qua vòng loại | Không vượt qua vòng loại | Không vượt qua vòng loại | Không vượt qua vòng loại | Không vượt qua vòng loại |
| 1976    | Không vượt qua vòng loại | Không vượt qua vòng loại | Không vượt qua vòng loại | Không vượt qua vòng loại | Không vượt qua vòng loại | Không vượt qua vòng loại | Không vượt qua vòng loại |
| 1980    | Bỏ cuộc                  | Bỏ cuộc                  | Bỏ cuộc                  | Bỏ cuộc                  | Bỏ cuộc                  | Bỏ cuộc                  | Bỏ cuộc                  |
| 1984    | Vòng 1                   | 3                        | 1                        | 1                        | 1                        | 3                        | 2                        |
| 1988    | Không vượt qua vòng loại | Không vượt qua vòng loại | Không vượt qua vòng loại | Không vượt qua vòng loại | Không vượt qua vòng loại | Không vượt qua vòng loại | Không vượt qua vòng loại |
| Tổng số | 1 lần huy chương đồng    | 11                       | 5                        | 1                        | 5                        | 18                       | 22                       |

## Kỷ lục
Tính đến 17 tháng 11 năm 2024.

### Cầu thủ chơi nhiều trận nhất

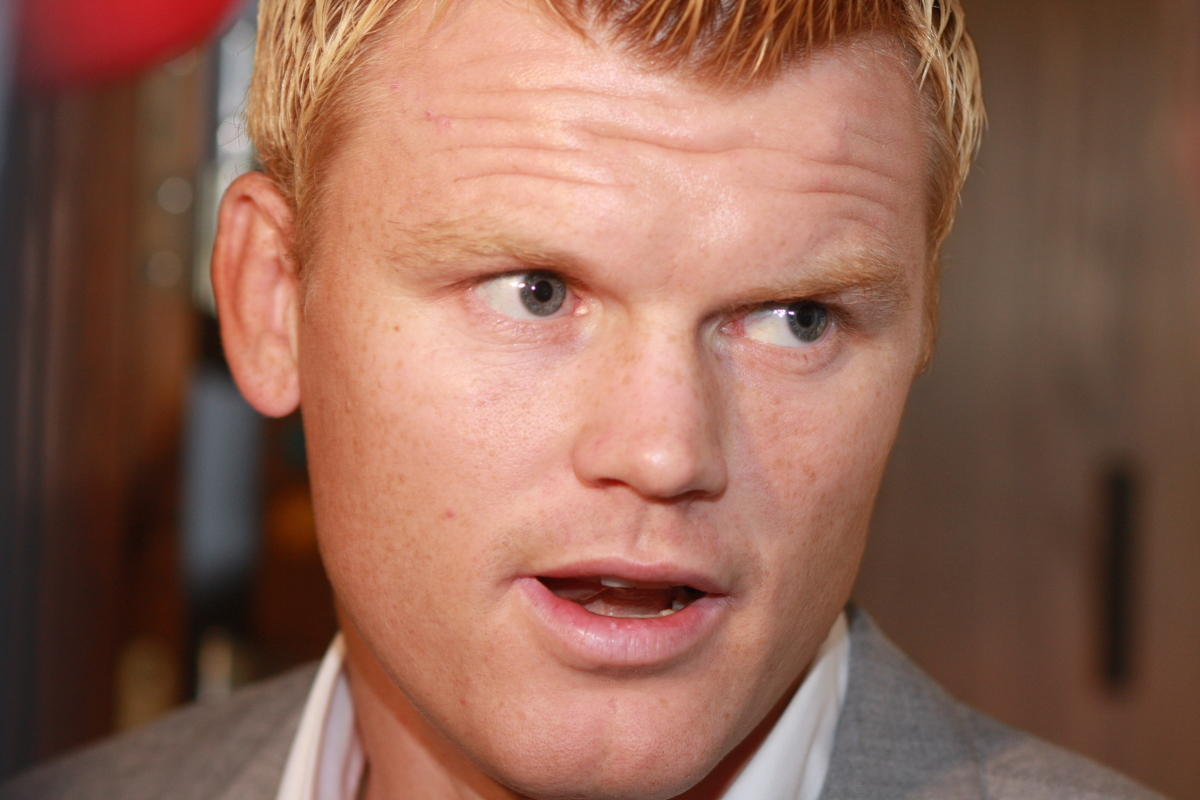
John Arne Riise là cầu thủ khoác áo đội tuyển Na Uy nhiều nhất với 110 trận.

| #  | Cầu thủ               | Thời gian | Số trận |
| -- | --------------------- | --------- | ------- |
| 1  | John Arne Riise       | 2000–2013 | 110     |
| 2  | Thorbjørn Svenssen    | 1947–1962 | 104     |
| 3  | Henning Berg          | 1992–2004 | 100     |
| 4  | Erik Thorstvedt       | 1982–1996 | 97      |
| 5  | John Carew            | 1998–2011 | 91      |
| 5  | Brede Hangeland       | 2002–2014 | 91      |
| 7  | Øyvind Leonhardsen    | 1990–2003 | 86      |
| 8  | Kjetil Rekdal         | 1987–2000 | 83      |
| 8  | Morten Gamst Pedersen | 2004–2014 | 83      |
| 10 | Steffen Iversen       | 1998–2011 | 79      |

### Cầu thủ ghi bàn nhiều nhất

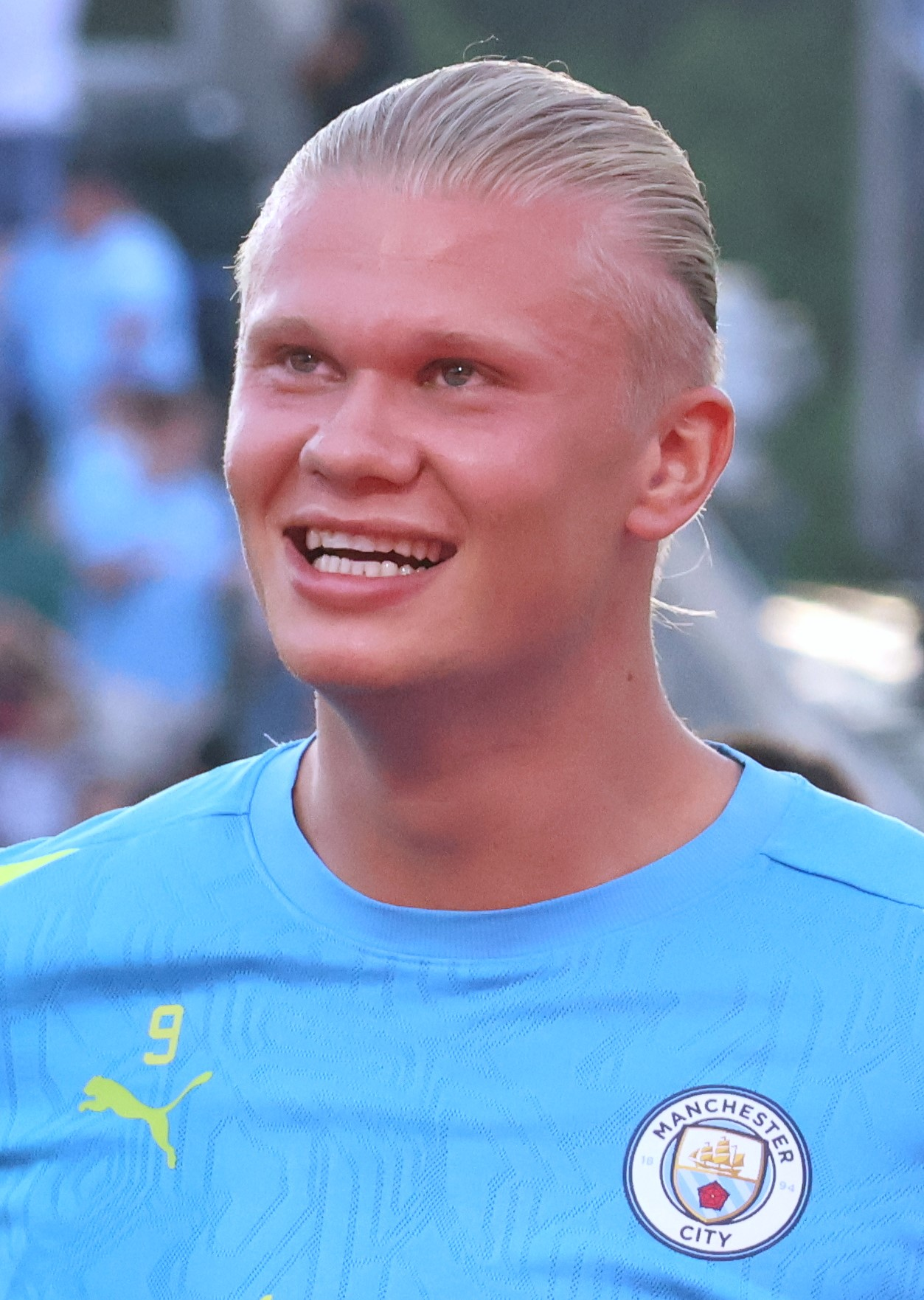
Erling Haaland là cầu thủ ghi nhiều bàn thắng nhất cho đội tuyển Na Uy với 38 bàn thắng.

| # | Cầu thủ              | Bàn thắng | Số trận | Hiệu suất | Thời gian |
| - | -------------------- | --------- | ------- | --------- | --------- |
| 1 | Erling Haaland (d/s) | 38        | 39      | 0.97      | 2019–     |
| 2 | Jørgen Juve          | 33        | 45      | 0.73      | 1928–1937 |
| 3 | Einar Gundersen      | 26        | 33      | 0.79      | 1917–1928 |
| 4 | Harald Hennum        | 25        | 43      | 0.58      | 1949–1960 |
| 5 | John Carew           | 24        | 91      | 0.26      | 1998–2011 |
| 6 | Ole Gunnar Solskjær  | 23        | 67      | 0.34      | 1995–2007 |
| 6 | Tore André Flo       | 23        | 76      | 0.3       | 1995–2004 |
| 8 | Gunnar Thoresen      | 22        | 64      | 0.34      | 1946–1959 |
| 9 | Alexander Sørloth    | 21        | 59      | 0.36      | 2016–     |
| 9 | Steffen Iversen      | 21        | 79      | 0.27      | 1998–2011 |

## Đội hình
Đây là đội hình các cầu thủ được gọi cho UEFA Nations League 2024–25 lần lượt gặp Slovenia và Kazakhstan vào ngày 14 và 17 tháng 11 năm 2024.
Số liệu thống kê tính đến ngày 17 tháng 11 năm 2024, sau trận gặp  Kazakhstan.

| Số | VT | Cầu thủ                  | Ngày sinh (tuổi)  | Trận | Bàn | Câu lạc bộ              |
| -- | -- | ------------------------ | ----------------- | ---- | --- | ----------------------- |
| 1  | TM | Egil Selvik              | 30 tháng 7, 1997  | 4    | 0   | Haugesund               |
| 12 | TM | Mathias Dyngeland        | 7 tháng 10, 1995  | 1    | 0   | Brann                   |
| 13 | TM | Viljar Myhra             | 21 tháng 7, 1996  | 0    | 0   | OB                      |
|    |    |                          |                   |      |     |                         |
| 3  | HV | Stian Rode Gregersen     | 17 tháng 5, 1995  | 10   | 0   | Atlanta United          |
| 4  | HV | Leo Skiri Østigård       | 28 tháng 11, 1999 | 28   | 1   | Rennes                  |
| 5  | HV | Warren Kamanzi           | 11 tháng 11, 2000 | 0    | 0   | Toulouse                |
| 14 | HV | Julian Ryerson           | 17 tháng 11, 1997 | 30   | 0   | Borussia Dortmund       |
| 15 | HV | Sondre Langås            | 2 tháng 2, 2001   | 2    | 0   | Viking                  |
| 16 | HV | Marcus Holmgren Pedersen | 16 tháng 7, 2000  | 27   | 0   | Torino                  |
| 17 | HV | Torbjørn Heggem          | 12 tháng 1, 1999  | 3    | 0   | West Bromwich Albion    |
| 21 | HV | Colin Rösler             | 22 tháng 4, 2000  | 1    | 0   | Malmö                   |
|    |    |                          |                   |      |     |                         |
| 2  | TV | Morten Thorsby           | 5 tháng 5, 1996   | 24   | 0   | Genoa                   |
| 6  | TV | Patrick Berg             | 24 tháng 11, 1997 | 30   | 0   | Bodø/Glimt              |
| 8  | TV | Sander Berge             | 14 tháng 2, 1998  | 52   | 1   | Fulham                  |
| 10 | TV | Jens Petter Hauge        | 12 tháng 10, 1999 | 11   | 1   | Bodø/Glimt              |
| 18 | TV | Kristian Thorstvedt      | 13 tháng 3, 1999  | 31   | 4   | Sassuolo                |
| 19 | TV | Aron Dønnum              | 20 tháng 4, 1998  | 11   | 1   | Toulouse                |
| 20 | TV | Antonio Nusa             | 17 tháng 4, 2005  | 13   | 4   | RB Leipzig              |
| 22 | TV | Felix Horn Myhre         | 4 tháng 3, 1999   | 3    | 1   | Brann                   |
| 23 | TV | Lasse Berg Johnsen       | 18 tháng 7, 1999  | 1    | 0   | Malmö                   |
|    |    |                          |                   |      |     |                         |
| 7  | TĐ | Alexander Sørloth        | 5 tháng 12, 1995  | 59   | 21  | Atlético Madrid         |
| 9  | TĐ | Erling Haaland (đội phó) | 21 tháng 7, 2000  | 39   | 38  | Manchester City         |
| 11 | TĐ | Jørgen Strand Larsen     | 6 tháng 2, 2000   | 19   | 3   | Wolverhampton Wanderers |

### Triệu tập gần đây
| Vt | Cầu thủ                      | Ngày sinh (tuổi)  | Số trận | Bt | Câu lạc bộ      | Lần cuối triệu tập                    |
| --- | ---------------------------- | ----------------- | ------- | -- | --------------- | ------------------------------------- |
| TM | Ørjan Nyland                 | 10 tháng 9, 1990  | 58      | 0  | Sevilla         | v. Áo, 13 tháng 10 năm 2024INJ        |
| |                              |                   |         |    |                 |                                       |
| HV | David Møller Wolfe           | 23 tháng 4, 2002  | 8       | 0  | AZ              | v. Slovenia, 14 tháng 11 năm 2024INJ  |
| HV | Kristoffer Ajer              | 17 tháng 4, 1998  | 39      | 1  | Brentford       | v. Áo, 13 tháng 10 năm 2024INJ        |
| HV | Andreas Hanche-Olsen         | 17 tháng 1, 1997  | 21      | 0  | Mainz 05        | v. Áo, 13 tháng 10 năm 2024INJ        |
| HV | Fredrik André Bjørkan        | 21 tháng 8, 1998  | 14      | 1  | Bodø/Glimt      | v. Áo, 9 tháng 9 năm 2024             |
| HV | Jostein Gundersen            | 2 tháng 4, 1996   | 2       | 0  | Bodø/Glimt      | v. Áo, 9 tháng 9 năm 2024             |
| HV | Jesper Daland                | 6 tháng 1, 2000   | 0       | 0  | Cardiff City    | v. Kazakhstan, 6 tháng 9 năm 2024 INJ |
| HV | Fredrik Sjøvold              | 17 tháng 8, 2003  | 0       | 0  | Bodø/Glimt      | v. Kazakhstan, 6 tháng 9 năm 2024 INJ |
| |                              |                   |         |    |                 |                                       |
| TV | Hugo Vetlesen                | 29 tháng 2, 2000  | 6       | 1  | Club Brugge     | v. Slovenia, 14 tháng 11 năm 2024INJ  |
| TV | Martin Ødegaard (đội trưởng) | 17 tháng 12, 1998 | 61      | 3  | Arsenal         | v. Áo, 9 tháng 9 năm 2024 INJ         |
| TV | Osame Sahraoui               | 11 tháng 6, 2001  | 1       | 0  | Lille           | v. Kazakhstan, 6 tháng 9 năm 2024     |
| TV | Oscar Bobb                   | 12 tháng 7, 2003  | 8       | 2  | Manchester City | v. Đan Mạch, 8 tháng 6 năm 2024INJ    |
| TV | Andreas Schjelderup          | 1 tháng 6, 2004   | 1       | 0  | Benfica         | v. Đan Mạch, 8 tháng 6 năm 2024       |
| TV | Mohamed Elyounoussi          | 4 tháng 8, 1994   | 55      | 10 | Copenhagen      | v. Slovakia, 26 tháng 3 năm 2024      |
| |                              |                   |         |    |                 |                                       |
| TĐ | Sindre Walle Egeli           | 21 tháng 6, 2006  | 1       | 0  | Nordsjælland    | v. Áo, 9 tháng 9 năm 2024             |
| TĐ | Erik Botheim                 | 10 tháng 1, 2000  | 1       | 0  | Malmö           | v. Đan Mạch, 8 tháng 6 năm 2024       |
| Chú thích - [a] Rút lui khỏi đội hình. - INJ Chấn thương trong khi tập luyện. - PRE Đội hình sơ bộ. - RET Đã chia tay đội tuyển quốc gia. - SUS Vắng mặt ở trận tiếp theo. |                              |                   |         |    |                 |                                       |

## Huấn luyện viên
- Willibald Hahn 1953–1955
- Ron Lewin 1956–1957
- Edmund Majowsky 1958
- Ragnar Nikolai Larsen 1958
- Kristian Henriksen 1959
- Wilhelm Kment 1960–1962
- Ragnar Nikolai Larsen 1962–1966
- Wilhelm Kment 1967–1969
- Øivind Johannessen 1970–1971
- George Curtis 1972–1974
- Kjell Schou-Andreassen và Nils Arne Eggen 1975–1977
- Tor Røste Fossen 1978–1987
- Tord Grip 1987–1988
- Ingvar Stadheim 1988–1990
- Egil "Drillo" Olsen 1990–1998
- Nils Johan Semb 1998-2003
- Åge Hareide 2004–2008
- Egil "Drillo" Olsen 2009–2013
- Per-Mathias Høgmo 2013–2016
- Lars Lagerbäck 2017–2020
- Leif Gunnar Smerud 2020
- Ståle Solbakken 2020–